# Квинт Клодий Гермогениан Олибрий
Квинт Клодий Гермогениан Олибрий (лат. Quintus Clodius Hermogenianus Olybrius) — римский чиновник, префект города Рима, консул 379 года. Олибрий был членом сенаторской аристократии Рима.
Сын Клодия Цельсина Адельфия, который был префектом Рима в 351 году, и Фальтонии Бетиции Пробы, поэтессы, его брат, Фальтоний Проб Алипий, был префектом Рима в 391 году. Проба обратилась в христианство, а затем убедила принять крещение мужа и сыновей.
Олибрий был женат на Тиррании Аниции Юлиане, из рода Анициев; её отец, Аниций Авхений Басс, был префектом Рима в 382 году. В браке этом родилась дочь, Аниция Фальтония Проба, вышедшая замуж за Секста Клавдия Петрония Проба, консула 371.
Был проконсулом провинции Африка (361), префектом Рима (369—370), префектом претория Иллирии (378), префектом претория Востока (379) и консулом в 379.
Аммиан Марцеллин, упоминая префектуру Олибрия в Риме, пишет, что она «протекала очень спокойно и безо всяких жестокостей». Был известным любителем роскоши и проводил время в театрах и любовных похождениях.